# Rhabdomastix monilicornis
Rhabdomastix monilicornis là một loài ruồi trong họ Limoniidae. Chúng phân bố ở miền Australasia.